# جنی وایلی
جنی وایلی (به انگلیسی: Jenny Wylie) (زادهٔ ۶ مارس ۱۹۵۷) شناگر اهل ایالات متحده آمریکا است.